# Нікола Баччоккі
Нікола Баччоккі (італ. Nicola Bacciocchi, нар. 16 грудня 1971, Доманьяно) — санмаринський футболіст, що грав на позиції півзахисника, зокрема за національну збірну Сан-Марино. Футболіст 2002 року в Сан-Марино

## Клубна кар'єра
У дорослому футболі дебютував 1990 року. Протягом першої половини 1990-х грав за команди «Сантарканджело» і «Сан-Марино Кальчо» в нижчих італійських дивізіонах. 
1995 року продовжив кар'єру у чемпіонаті Сан-Марино виступами за «Доманьяно». У 1997–2000 роках грав за «Ювенес-Догана», після чого повернувся до «Доманьяно». У першій половині 2000-х тричі ставав у його складі чемпіоном країни, а 2002 року визнавався її найкращим футболістом. Завершив професійну кар'єру футболіста виступами за команду «Доманьяно» у 2009 році.

## Виступи за збірну
1991 року дебютував в офіційних матчах у складі національної збірної Сан-Марино.
Загалом протягом десятирічної кар'єри в національній команді провів у її формі 33 матчі, забивши 1 гол.

## Титули і досягнення

### Командні
- Чемпіон Сан-Марино (3):

«Доманьяно»: 2001-2002, 2002-2003, 2004-2005

### Особисті
- Футболіст року в Сан-Марино (1):

2002